# Moutier (distrikt)
Moutier var fram till 31 december 2009 ett amtsbezirk i kantonen Bern, Schweiz.

## Kommuner
Moutier var indelat i 26 kommuner:
- Belprahon
- Bévilard
- Champoz
- Châtelat
- Corcelles
- Court
- Crémines
- Eschert
- Grandval
- Loveresse
- Malleray
- Monible
- Moutier
- Perrefitte
- Pontenet
- Rebévelier
- Reconvilier
- Roches
- Saicourt
- Saules
- Schelten
- Seehof
- Sornetan
- Sorvilier
- Souboz
- Tavannes